# NGC 2201
NGC 2201 ist eine Balken-Spiralgalaxie vom Hubble-Typ SBb im Sternbild Achterdeck des Schiffs am Südsternhimmel. Sie ist schätzungsweise 199 Millionen Lichtjahre von der Milchstraße entfernt und hat einen Durchmesser von etwa 165.000 Lj.

Wahrscheinlich bildet sie mit NGC 2200 gravitativ gebundenes Galaxienpaar.
Das Objekt wurde am 1. Januar 1835 von John Herschel entdeckt.